# 西三ツ木ばやし

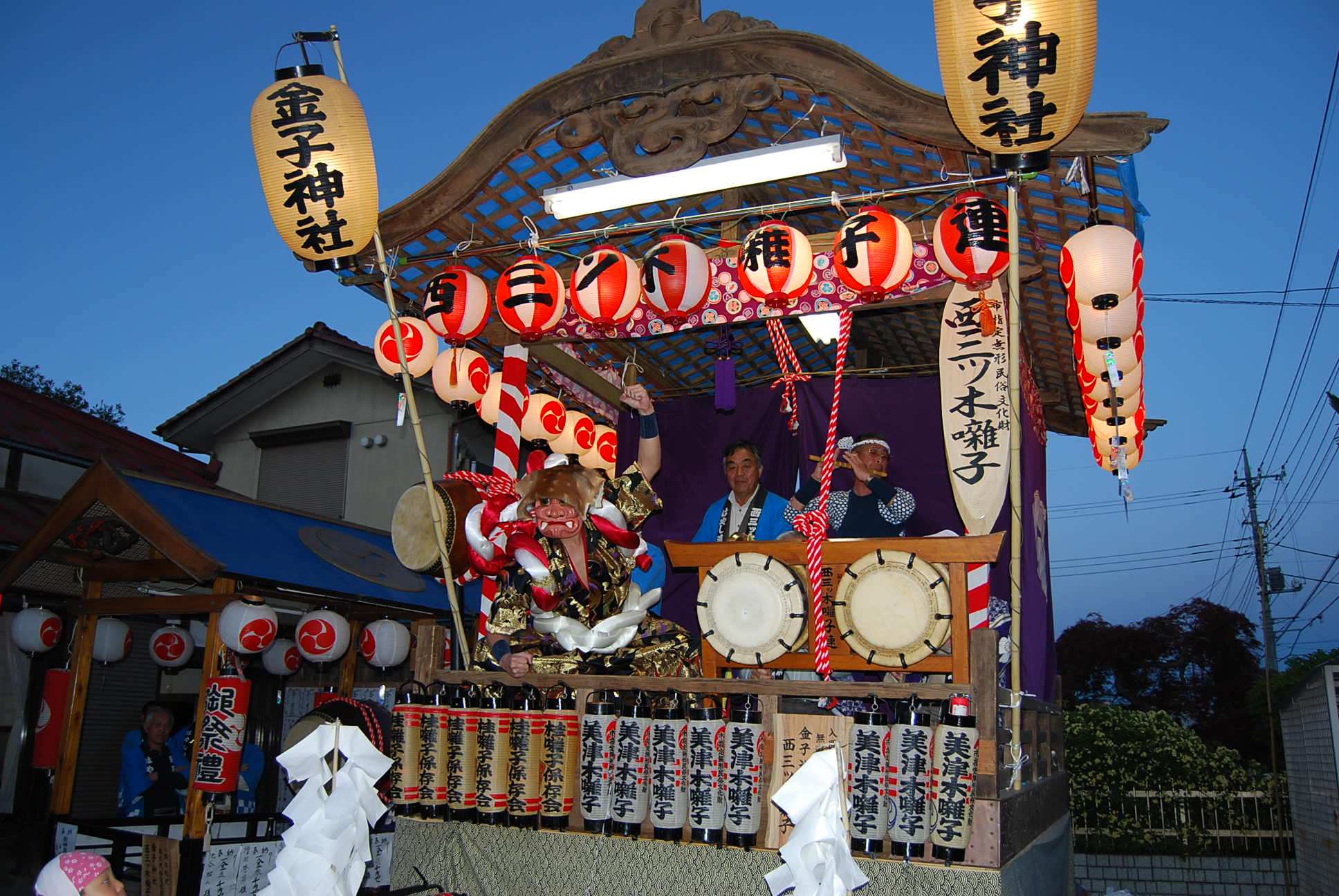
西三ツ木ばやしの演奏風景

西三ツ木ばやし（にしみつぎばやし）は起源、流派は不明であるが江戸後期頃から埼玉県入間市西三ツ木に伝わる祭囃子で、地元の金子神社祭礼（金子神社例大祭）、入間万燈まつりなどで主に演奏されている。近年は特に隣接都県にはない祭囃子として大変有名である。2004年（平成16年）に入間市指定無形民俗文化財となっており、現在この祭囃子を当時から変わらぬ型で継承している団体は地元の西三ツ木囃子連のみである。

## 概要
西三ツ木ばやしは、毎年4月の最終土、日曜日の金子神社祭礼（金子神社例大祭）で演奏される。金子神社の御祭神は、素盞鳴尊（スサノオノミコト）であり、祭礼当日は、神輿やヤグラ、山車が西三ツ木、三ツ木台を廻り盛大に行われている。ヤグラと称する底抜け屋台では祇園囃子（道中、車切）が演奏され、山車の上では5人囃子が演奏される。よって、西三ツ木ばやしは2種類の祭囃子が伝承されている。また、木遣りも伝承されており祭礼当日に行われている。現在では西三ツ木囃子連により、金子神社祭礼のみならず、入間万燈まつりや老人ホームへの慰問等、様々なイベントで披露されている。また小学生、中学生にも指導を行い後継者の育成にも力を入れている。西三ツ木ばやしは2004年（平成16年）6月1日に「入間市指定無形民俗文化財」に指定されている。

## 起源と由来
西三ツ木ばやしの起源の流派は明らかではないが、江戸後期頃に始められた祭囃子が、明治初期に相模国（神奈川県）から伝わった祭囃子と掛け合わされ独自の囃子になった説、また、古老の口伝によると江戸後期頃に相模国から金子村へ訪れた「いちこ」（「いちっこ」か）と名乗る神楽師から習い伝えられたとの伝承もある。西三ツ木ばやしは、現在まで地元住民により大切に守り伝えられている。

## 特徴
西三ツ木ばやしを古老は「旧ばやし」と称し、入間市内はもとより近隣する他の祭囃子にはない非常に難しくとても威勢の良い囃子である。それだけに祇園囃子を含め、非常に珍しい囃子としても大変有名である。また、地元住民は「どこからも伝播していない特有の祭囃子」としても誇りを持っている。金子神社祭礼（金子神社例大祭）当日には山車が村廻りに出発する時、氏子会及び囃子方が一体となり西三ツ木流木遣りを合唱する。この木遣りも囃子とともにこの地区に伝承され、大変古い歴史がある。昭和50年代、西三ツ木ばやしは木遣りとともに神奈川県相模原市緑区津久井地区の1団体のみへ伝播しただけで、このような、大変珍しい祭囃子のため、近年金子神社祭礼当日には遠方から足を運ぶ見物人が絶えない。

## 楽器
西三ツ木ばやしで使用する楽器とその人数は以下のとおり。
- 笛（篠笛）… 1人
- オオバ（大太鼓）… 1人
- 調べ（締太鼓）… 2人
- 鉦摺り（鉦）… 1人

祇園囃子
- 笛（篠笛）… 1人から5人
- オオド（大々太鼓）… 1人
- 調べ（締太鼓）… 1人
- 鉦摺り（鉦）… 1人

## 曲目
西三ツ木ばやしの曲目は以下のとおり。
- 屋台（やたい）
- 子守唄（ねんねこ）
- 数え唄（かぞえうた）
- 人馬（にんば）
- 大間昇殿（おおましょうでん）
- 鎌倉（かまくら）
- 鎌倉攻め（かまくらぜめ）
- 四丁舞（しちょうめ）

以前には大間昇殿の前に宮昇殿（みやしょうでん）という曲が入ったが、現在は伝承されていない。大間昇殿、鎌倉は静かに演奏され、笛の聞かせどころとなっている。
祭礼当日には木遣りから入り、木遣りの終盤に屋台の「ぶっこみ」から祭囃子が演奏される。
祇園囃子
- 道中（どうちゅう）
- 車切（しゃぎり）

道中は村廻り最中に道々演奏をされ、ろっぺん返しとも呼ばれている。車切は神酒所（みきしょ）という村廻りの各休憩場所で演奏され、西三ツ木ばやしの中でも大変賑やかな曲であり、近隣には「暴れヤグラ」としても有名である。このように江戸系統の祭囃子と祇園囃子の二系統の祭囃子が西三ツ木ばやしとして伝承されている。

## 踊り
西三ツ木ばやしとともに伝わる踊りは以下のとおり。
- 天狐（てんこ）
- 獅子（しし）
- 外道（げどう）
- 蛸（たこ）
- 岡目（おかめ）
- 火男（ひょっとこ）
- 大笑い（おおわらい）
- 神主（かんぬし）
- 足踊り（あしおどり）

火男、大笑いを総称し馬鹿面（ばかめん）と呼んでいる。

## 踊りと曲目の関係
- 天狐: 屋台
- 獅子: 大間昇殿・鎌倉・鎌倉攻め・四丁舞・屋台
- 外道: 屋台
- 蛸: 屋台
- 岡目: 子守唄・数え唄・人馬
- 足踊り: 子守唄・数え唄・人馬
- 馬鹿面: 数え唄・人馬
- 神主: 大間昇殿・鎌倉